# Dance Department
Dance Department is een radioprogramma op het Nederlandse radiostation Radio 538. De show begon medio 1993 onder de leiding van Wessel van Diepen. In eerste instantie duurde het programma tot 22.00 uur, maar later werd dit verlengd tot middernacht. De laatste uitzending met Wessel als presentator was op 7 oktober 2006. Daarna werd Dennis Ruyer het gezicht van Dance Department. Dennis was daarvoor al actief binnen de crew van Dance Department. Op 6 november 2021 presenteerde Ruyer voor de laatste keer het programma. Ivo van Breukelen nam de presentatie over, die al enige jaren de vaste vervanger was.
Dance Department was iedere zaterdagavond en -nacht te horen van 20.00 tot 4.00 uur (het deel tussen middernacht en 4.00 uur heet Dance Department In The Mix). Regelmatig wordt het programma gepresenteerd vanaf een dance-evenement in Nederland. Ook schuiven iedere week verschillende gasten aan in de studio. De studio van waaruit het programma wordt uitgezonden staat ook wel bekend als De Bunker.
Dance Department heeft een eigen podcast met daarin de meest recente dance-releases en een mix, die elke week wordt verzorgd door een andere gast-dj. Op 24 augustus 2011 maakte Radio 538 bekend dat zij alle podcasts terug zou trekken, omdat men door veranderde regelgeving niet langer de podcasts gratis mocht aanbieden. Radio 538 zou voor haar podcasts (o.a. Dance Department en de Powermix) beduidend meer moeten gaan betalen aan Buma/Stemra. Per februari 2012 kostte het abonnement op deze podcast daarom € 5,38 per jaar.
Verder was Dance Department ook te zien op TV 538 van 20.00 tot 23.00 uur. Vanaf 14 september 2013 kwam Dance Department In The Mix te vervallen en werd vervangen door verschillende mixprogramma's.
Sinds 11 januari 2014 werd Dance Department niet meer live uitgezonden, maar werden alle mixen, danceplaten en de uitspraken van Dennis Ruyer van tevoren aan elkaar gemonteerd. Vanaf mei 2014 werd Dance Department niet meer op TV 538 uitgezonden. Op dit tijdslot werd nonstop danceplaten afgespeeld.
Sinds 1 juni 2019 begon Dance Department een uur later en duurde de uitzending nog maar twee uur (21.00 tot 23.00 uur).
Vanaf 22 oktober 2022 gaat Armin van Buuren het stokje van Ivo van Breukelen overnemen. Het programma duurt dan van 21.00 tot 24.00 uur.

## Medewerkers

### Presentatoren
- Ivo van Breukelen (2021–2022)
- Armin van Buuren (2022–heden)
- Wessel van Diepen (1993–2006)
- Dennis Ruyer (2006–2021)